# Стартрек: Відплата
«Стартрек: Відплата» (оригінальна назва англ. «Star Trek Into Darkness», дослівно — «Зоряний шлях у пітьму») — американський фантастичний бойовик режисера Дж. Дж. Абрамса (також був продюсером), що вийшов у травні 2013 року. Картину створено на основі серіалу «Зоряний шлях» Джина Родденберрі.
Продюсуванням картини також займалися Брайан Берк, Алекс Куртцман, Деймон Лінделоф і Роберто Орсі (останні троє також були сценаристами). В Україні прем'єра відбулася 16 травня 2013 року.
Команда зорельота «Ентерпрайз» отримує наказ повернутися додому. По прибуттю вони бачать, що неспинна хвиля жаху, яка йде зсередини їх власної організації, знищила флот і все, за що вони билися, зануривши Землю у прірву кризи. Маючи також і особисті мотиви, капітан Кірк очолює переслідування у самому серці зони військового конфлікту, щоб схопити людину, котра є зброєю масового ураження, що загрожує всьому світу. Команда «Ентерпрайза» стає учасниками грандіозної шахової партії, де на кону життя. Тепер любов буде випробувана на міцність, дружні зв'язки розірвані, і багато чого буде принесено в жертву для єдиної сім'ї, що залишилася у Кірка — його команди.

## Сюжет
Капітан Кірк тікає джунглями іншої планети від місцевих дикунів. Як з'ясовується, екіпаж корабля «Ентерпрайз», спостерігаючи за примітивною позаземною цивілізацією, вирішив втрутитися в її розвиток, порушивши Верховну директиву задля її порятунку від вибуху вулкана. Спок, Ухура і Сулу тим часом спускаються в хмару попелу, щоб заморозити вулкан. Спок опиняється в жерлі, а Кірк з МакКоєм добігають до берега океану, де їх бере на борт «Ентерпрайз». Коли капітан довідується, що Спок досі не повернувся, він розривається між новим порушення Верховної директиви і порятунком друга, адже тоді тубільці побачать корабель. Кірк вирішує знехтувати директивною і підвести «Ентерпрайз» до вулкана, забравши Спока до того як заморожувальна бомба діє.
На Землі в той час Томас Гервуд, офіцер Зоряного флоту в Лондоні, відвідує зі своєю дружиною Королівський дитячий госпіталь, де лежить їхня смертельно хвора дочка. До Гервуда приходить невідомий чоловік, який обіцяє зцілення дівчинки в обмін на одну «послугу». Невідомець робить переливання крові, і дівчинка різко йде на поправку. Капітан Пайк сварить Кірка за порушення Верховної директиви і повідомляє про трибунал і зняття з Кірка повноважень. Гервуд же виконує свою частину угоди — бере цей загадковим рятівником перстень Академії Зорефлоту і кладе його в склянку з водою на робочому місці, на базі контррозвідки Федерації. Починається хімічна реакція, яка створює руйнівний вибух, що знищує Меморіальний Архів Кельвіна і базу контррозвідки під ним.
Кірк прибуває на нараду командування Зорефлоту і зауважує, що все воно зібралося в одному місці, що доволі небезпечно після вибуху в Архіві. В цю мить до будівлі підлітає космокатер Джона Гаррісона і розстрілює командування. Кірк встигає сховатися і намагається затримати нападника, але пілот телепортується з катера. Спок відтягує Пайка з-під обстрілу, але той від поранень помирає. Скотт досліджує уламки і визначає, що лиходій телепортувався до забороненої зони — на планету клінгонів Кронос. До того ж він скористався винаходом Скотта — трансварповим переміщенням.
Щоб схопити Гаррісона, адмірал Александр Маркус відновлює Кірка в званні та вантажить на «Ентерпрайз» новітні секретні торпеди. Скотт обурений з того, що йому не дають обстежити цю зброю, а варп-ядро корабля надто вразливе. До екіпажу приєднується фахівець зі зброї Керол Маркус, дочка Александра. По прибуттю до Кроноса відмовляє варп-ядро «Ентерпрайза». Ухура виходить на переговори з клінгонами, але хтось починає із засідки стрілянину і починається бій. Кірк долає клінгонів і наздоганяє Гаррісона, але той демонструє надзвичайну стійкість і силу. Проте його все ж беруть під варту. Той розповідає, що умисно здався в полон, бо Кірк є тою людиною, яка знає що таке честь. Він повідомляє координати місця неподалік від Землі, де Кірк зрозуміє чому Гаррісон організував вибух, а також згадує торпеди. Керол Маркус зізнається, що умисно прийшла на борт аби розслідувати, що це за торпеди прислав її батько і чим вони секретні.
Задля дослідження торпед Скотт і Керол висаджуються на незаселену планету. Торпеду відкривають і всередині виявляється заморожена людина. Прибувши на шатлі за координатами Гаррісона, Скотт виявляє космічну верфь. Гаррісон розкриває, що саме він поклав людей у всі торпеди. Насправді він — Хан, надлюдина, створена три століття тому. Адмірал Маркус розморозив цих надлюдей, які боролися за панування над світом, і використовував розум Хана для створення зброї, наляканий знищенням планети Вулкан. Вважаючи неминучою війну з клінгонами, він замислив скористатися напрацюваннями і атакувати першим, приславши «Ентерпрайз» з новітніми торпедами і зламаним варп-ядром. Таким чином обстріл Кроноса викликав би відповідь клінгонів, а «Енерпрайз» не зміг би відлетіти. На зв'язок виходить Маркус з новозбудованого корабля «Відплата», вимагаючи передати Хана йому. Кірк наказує летіти до Землі, а адмірал береться переслідувати «Ентерпрайз», обстріллючи його, щоб знищити всіх свідків своїх злочинів. Зупиняє його тільки повідомлення від Керол, та він телепортує дочку до себе і націлює основну гармату. Несподівано «Відплата» вимикається — Скотт зумів пробратися на верфь і звідти на борт, щоб перезавантажити системи судна.
Поки противник не може діяти кілька хвилин, Кірк дозволяє Хану вирушити з ним на корабель адмірала і зупинити «Відплату» зсередини. Спок виходить на зв'язок з Новим Вулканом, щоб спитати в старого Спока з майбутнього чи слід довіряти Хану. Той застерігає, що домовленості з ним небезпечні і в оригінальній історії перемогти Хана вдалося великою ціною (події фільму «Зоряний шлях: Гнів Хана»). Скотт втягує Кірка з Ханом на борт, викликавши розгерметизацію. Але це видає їхнє місцерозтащування. Хан, Кірк і Скотт пробиваються до містка, де Хан нападає на адмірала, розчавлюючи йому голову. Поборовши всіх на містку, Хан вимагає в Спока віддати його команду, що досі перебуває в торпедах. Він планує продовжити те, чим займався в давнину — знищити всіх «недосконалих» людей. Спок дає йому телепортувати торпеди, та Хан порушує обіцянку і обстрілює «Ентерпрайз». Раптом торпеди вибухають — Скотт послав справжні, тоді як заморожених надлюдей попередьно вилучив.
Варп-ядро виходить з ладу, через що «Ентерпрайз» починає падіння в атмосферу Землі. Кірк лишається біля реактора і лагодить його, але отримує смертельну дозу опромінення. Зобразивши вулканське вітання, Кірк називає Спока своїм найкращим другом і помирає. Повз «Ентерпрайз» проноситься корабель Хана, скерований на таран штабу Зорефлоту. Через пошкодження двигунів він пролітає повз і падає на місто. Сам Хан виживає і пробує сховатися. Навздогін кидається Спок і сходиться з ним в двобої на даху летючого автомобіля. Поки триває бій, МакКой здогадується заморозити Кірка і викорисати цілющу кров Хана для його лікування. На допомогу Споку телепортується Ухура та розстрілює Хана, паралізуючи його. Через два тижні Кірк приходить до тями в госпіталі. МакКой повідомляє, що кров Хана допомогла нейтралізувати радіацію і реанімувати тіло.
Минає біля року. Кірк виступає перед службовцями Зорефлоту, проголошуючи, що майбутнє космосу — це не війна, а його мирне освоєння. Він представляє новий «Ентерпрайз», який готується в п'ятирічну місію з дослідження галактики. До команди приєднується Керол Маркус, що знайшла на «Ентерпрайзі» нову сім'ю. На питання Кірка «Що нас чекає попереду?», Спок відповідає, що сподівається на розсудливість капітана.

## У ролях
- Студія: LeDoyen
- Перекладач та автор синхронного тексту: Федір Сидорук
- Режисер дубляжу: Костянтин Лінартович
- Інші ролі також дублювали: Людмила Барбір, Іван Марченко, Анатолій Барчук, Андрій Мктрчан, Катерина Башкіна-Зленко, Кирило Нікітенко, Олена Борозенець, Олександр Пономаренко, Ганна Соболєва, Олексій Череватенко, Сергій Солопай, Роман Чорний, Юрій Сосков, В'ячеслав Дудко, Дмитро Сова, Олександр Герасимчук, Петро Сова, Катерина Качан, Анна Суздаль-Сагайдачна, Катерина Кістень, Ігор Тимошенко, Михайло Кришталь, Михайло Жонін, Костянтин Лінартович.

| Актор               | Персонаж            | Дубляж               | Роль                                                                 |
| ------------------- | ------------------- | -------------------- | -------------------------------------------------------------------- |
| Кріс Пайн           | Джеймс Т. Кірк      | Іван Розін           | капітан, командир зорельоту «Ентерпрайз»                             |
| Закарі Квінто       | Спок                | Юрій Кудрявець       | командор, помічник командир, науковий офіцер                         |
| Бенедикт Камбербетч | Джон Гаррісон / Хан | Андрій Мостренко     | створена в давнину надлюдина з феноменальними розумом і витривалістю |
| Карл Урбан          | Леонард МакКой      | Борислав Борисенко   | капітан-лейтенант, офіцер-медик                                      |
| Зої Салдана         | Нійота Ухура        | Анастасія Чумаченко  | офіцер зв'язку                                                       |
| Антон Єльчін        | Павел Чехов         | Андрій Федінчик      | навігатор                                                            |
| Джон Чо             | Хікару Сулу         | Дмитро Чернов        | лейтенант, стерновий                                                 |
| Саймон Пегг         | Монтгомері Скотт    | Дмитро Завадський    | капітан-лейтенант, другий офіцер, головний інженер                   |
| Брюс Ґрінвуд        | Пайк                | Володимир Жогло      | минулий капітан зорельоту «Ентерпрайз»                               |
| Еліс Ів             | Керол Маркус        | Катерина Брайковська | доктор                                                               |
| Пітер Веллер        | Маркус              | Валерій Легін        | генерал, батько Керол                                                |
| Ноель Кларк         | Томас Харевуд       |                      | офіцер Зоряного флоту                                                |

## Сприйняття

### Критика
Станом на 13 травня 2013 року рейтинг очікування фільму на сайті Rotten Tomatoes становив 99 % із 78,686 голосів, на сайті Кінострічка.com — 90 % (10 голосів), на Kino-teatr.ua — 94 % (16 голосів).
Фільм отримав загалом позитивні відгуки: Rotten Tomatoes дав оцінку 87 % на основі 244 відгуків від критиків (середня оцінка 7,6/10) і 90 % від глядачів із середньою оцінкою 4,3/5 (282,497 голосів), Internet Movie Database — 7,9/10 (249 459 голосів), Metacritic — 72/100 (43 відгуки критиків) і 7,9/10 від глядачів (1191 голос).
Анна Купінська в «Українська правда. Життя» поставила фільму 3,5/5, сказавши, що «загалом, аналізувати фільми Джея Джея Абрама марна справа, надто вже вони подібні один на одного. „Стартрек: Відплата“ не є винятком серед робіт режисера, що в них на першому місці завжди атракціон комп'ютерних спецефектів, а вже на другому простий і невибагливий сценарій».

### Касові збори
Під час показу у США, що стартував 16 травня 2013 року, протягом першого тижня фільм показали у 3,868 кінотеатрах і він зібрав $70,165,559, що на той час дозволило йому зайняти 1 місце серед усіх прем'єр. Показ фільму протривав 120 днів (17,1 тижня) і завершився 12 вересня 2013 року, загалом зібравши у прокаті в США 228,778,661 $, а у світі — 238,586,585 $ тобто 467,365,246 $ загалом при бюджеті $190 млн.
Під час показу в Україні, що стартував 16 травня 2013 року, протягом першого тижня фільм показали у 125 кінотеатрах і він зібрав $405,688, що на той час дозволило йому зайняти 2 місце серед усіх прем'єр. Показ в Україні протривав 8 тижнів і закінчився 7 липня 2013 року, фільм за цей час зібрав $1,050,838. Із цим показником стрічка зайняла 38 місце у кінопрокаті за касовими зборами в Україні.

### Нагороди і номінації[13]
| Рік  | Нагорода                      | Категорія                                         | Номінант    | Результат |
| ---- | ----------------------------- | ------------------------------------------------- | ----------- | --------- |
| 2012 | California on Location Awards | Location Team of the Year — Features              |             | Перемога  |
| 2013 | Golden Trailer Awards         | Найкращий постер літнього блокбастера 2013 року   |             | Номінація |
| 2013 | Golden Trailer Awards         | Найкращий ТБ-ролик літнього блокбастера 2013 року |             | Номінація |
| 2013 | Teen Choice Awards            | Вибір зірки літнього фільму: жінка                | Зої Салдана | Номінація |
| 2013 | Teen Choice Awards            | Вибір зірки літнього фільму: чоловік              | Кріс Пайн   | Номінація |

## Виноски
1. 1 2 3  Стартрек: Відплата на Kino-teatr.ua. — Процитовано 11 лютого 2013
2. ↑  Дж. Дж. Абрамс: «Бюджети фільмів безглузді і нескромні» на digitalspy.com. — Процитовано 11 лютого 2013 (англ.)
3. 1 2  Star Trek Into Darkness на сайті Box Office Mojo. — Процитовано 29 травня 2013 (англ.)
4. 1 2  Star Trek Into Darkness на сайті Internet Movie Database. — Процитовано 17 січня 2014 (англ.)
5. 1 2  Зоряний шлях: Політ у пітьму (2013). Повний слкад команди на сайті Internet Movie Database. — Процитовано 11 лютого 2013 (англ.)
6. 1 2  Зоряний шлях: Політ у пітьму на сайті «Rotten Tomatoes». — Процитовано 17 січня 2014 (англ.)
7. ↑  СтарТрек: Відплата [Архівовано 5 жовтня 2013 у Wayback Machine.] на сайті Кінострічка.com. — Процитовано 13 травня 2013
8. ↑  Зоряний шлях: Політ у пітьму на сайті Kino-teatr.ua. — Процитовано 13 травня 2013
9. ↑  Star Trek Into Darkness на Metacritic. — Процитовано 17 січня 2014 (англ.)
10. ↑  Анна Купінська (17 травня 2013). Яскравий Нью-Йорк із "Великим Гетсбі" та похмурий космос у "Стартреку". Українська правда. Процитовано 13 вересня 2013.
11. ↑  Star Trek Into Darkness — Ukraine Weekend Box Office на сайті Box Office Mojo. — Процитовано 13 вересня 2013 (англ.)
12. ↑  Ukraine Yearly Box Office. 2013 (англ.). Box Office Mojo. Процитовано 17 січня 2014.
13. ↑  Awards for Star Trek Into Darkness (англ.). Internet Movie Database. Процитовано 13 вересня 2013.